# Hettstedt
Hettstedt est une ville du Land de Saxe-Anhalt (Allemagne), chef-lieu de l'Arrondissement de Mansfeld-Harz-du-Sud. Elle est connue pour ses anciennes mines de cuivre.

## Géographie
Hettstedt est située au sud-est du Harz, au bord de la rivière Wipper et à 50 km au sud de Magdebourg.

## Histoire
Hettstedt a été mentionnée pour la première fois dans un document officiel en 1046 sous le nom de Heiczstete.

## Jumelages
- Vöhringen (Allemagne)
- Bergkamen (Allemagne)